# Coon-Sanders Original Nighthawks Orchestra
Das Coon-Sanders Original Nighthawks Orchestra (kurz The Nighthawks) war eine US-amerikanische Jazz- und Tanzband der 1920er und 1930er Jahre.

## Bandgeschichte
Das Coon-Sanders Original Nighthawks Orchestra war die erste Band im Stil des Kansas City Jazz, die landesweite Aufmerksamkeit erlangte, als ihre Auftritte im Radio übertragen wurden; gleichzeitig war sie auch eine der ersten Bands, die von den Möglichkeiten des Radios profitierte. Gegründet wurde die Band im Jahr 1919 als „The Coon-Sanders Novelty Orchestra“ von dem Schlagzeuger Carleton Coon und dem Pianisten Joe Sanders.
Coon (1894–1932) wuchs in Lexington (Missouri) auf; Sanders (1894–1965) stammte aus Kansas. Eine erste Radiosendung entstand 1921 auf Betreiben einer städtischen Zeitung. Der Auftritt ihres Orchesters im Muehlebach Hotel in Kansas City, wo sie ein längeres Engagement hatten, wurde erstmals 1922 im Programm der im Mittleren Westen sendenden Radiostation WDAF übertragen. 1923 kam der Saxophonist Orville Knapp in die Band. Da die Sendung nachts zwischen 23.30 und 1.00 Uhr übertragen wurden, erhielten sie den Beinamen Nighthawks. Bald entstand der erste Radio-Fanclub; 1924 hatte ihr Nighthawks Club 37.000 Mitglieder. Die Fans wurden aufgefordert, ihre Songwünsche per Brief, Telefon oder Telegramm zu senden. Dieser Erfolg führte dazu, dass Western Union das Ticker-band zwischen Sanders’ Piano und Coons Schlagzeug legte, sodass die Telegramme während der Radiomitschnitte bestätigt werden konnten. Ihr Song „Nighthawk Blues“ enthielt die Zeilen: „Tune right in on the radio / Grab a telegram and say ‚Hello‘.“
1924 verließ die Band Kansas City für ein dreimonatiges Engagement in der Lincoln Tavern in Chicago. Im selben Jahr zog das Orchester endgültig nach Chicago um, als sie einen Plattenvertrag bei der neuen Music Corporation of America, dessen erster Vertragspartner sie waren. 1926 traten die Nighthawks im Blackhawk Hotel in Chicago auf. Zu dieser Zeit spielten in der Band neben Sanders und Coon die Trompeter Joe Richolson und Bob Pope, der Posaunist Rex Downing, die Saxophonisten Harold Thiell, Joe Thiell und Floyd Estep, Russ Stout, (Banjo und Gitarre) und der Tubist „Pop“ Estep. In den folgenden Jahren traten die Nighthawks jeden Winter im Blackhawk auf, wobei die täglichen Auftritte jede Nacht von der Radiostation WGN gesendet wurden, ansonsten gingen sie landesweit auf erfolgreiche Tourneen. Inzwischen waren sie im ganzen Land bekannt, ihre Platten erschienen bei Victor Records.
Später ging das Orchester nach New York City, um dort elf Monate im Hotel New Yorker aufzutreten; die Radiomitschnitte wurden dann von CBS übertragen. Auf dem Höhepunkt ihrer Popularität besaßen die Bandmitglieder identische Cord-Automobile, jedes in einer anderen Farbe, mit dem Namen der Band und des Besitzers auf dem Dach. Diese Phase endete jedoch 1932 abupt, als Carleton Coon infolge einer Kieferinfektion am 3. Mai starb.
Joe Sanders übernahm die Leitung der Band unter dem Namen „Joe Sanders Original Nighthawkers“; obwohl ihm im August 1936 mit seiner Version des Standards These Foolish Things (Remind Me of You) noch ein Hit gelang (#17), ließ jedoch die Aufmerksamkeit des Publikums nach, und während der Depressionszeit löste Sanders das Orchester auf. 1935 gründete er eine eigene Formation, die bis Anfang der 40er bestand, danach arbeitete er hauptsächlich als Studiomusiker. Gesundheitliche Probleme beendeten seine Karriere, er starb im Mai 1965 in Kansas City.

## Diskografische Hinweise
- Nighthawk Blues (Broadway)